# Championnat du Norrland de football 1929
Navigation
Édition précédente Édition suivante
Le Championnat du Norrland 1929 ou Norrländska Mästerskapet 1929 est la 5e édition de ce championnat qui vise à permettre aux meilleurs clubs du Norrland, alors écartés de l'Allsvenskan, de s'affronter afin de déterminer le meilleur club des régions septentrionales du pays.

## Phase finale
La demi-finale a eu lieu le 11 août 1929 et la finale, le 25 août 1929.
|  | Demi-finale     | Demi-finale     | Demi-finale |  |  | Finale          | Finale          | Finale |
|  |                 |                 |             |  |  |                 |                 |        |
|  |                 |                 |             |  |  | Norrbyskärs GIK | Norrbyskärs GIK | 2      |
|  | IF Castor       | IF Castor       | 3           |  |  | Bodens BK       | Bodens BK       | 3      |
|  | Norrbyskärs GIK | Norrbyskärs GIK | 5           |  |  |                 |                 |        |

| Vainqueur du Norrländska Mästerskapet 1929 |
| ------------------------------------------ |
| Bodens BK 3e titre                         |